# Lima Blanco
Lima Blanco é um município da Venezuela localizado no estado de Cojedes.
A capital do município é a cidade de Macapo.